# N-145
La  N-145  es una carretera nacional de España que tiene una longitud de 9 km y que transcurre paralela al río Valira y totalmente por la comarca catalana del Alto Urgel, uniendo la población de Seo de Urgel con Andorra.
Es la única carretera por la cual se puede acceder a Andorra desde territorio español (con excepción de la Calle San Julián /  CG-6  y carreteras rurales) y donde se sitúa la aduana de la Farga de Moles.

## Recorrido
La  N-145  inicia su recorrido en el enlace con la carretera  N-260  o Eje pirenaico junto a la población de Seo de Urgel. Atraviesa las poblaciones de Anserall y la Farga de Moles, finalizando su recorrido en la frontera con Andorra.
- Datos: Q3445404